# Oolina
Oolina es un género de foraminífero bentónico de la Subfamilia Oolininae, de la Familia Ellipsolagenidae, de la Superfamilia Polymorphinoidea, del Suborden Lagenina y del Orden Lagenida. Su especie-tipo es Oolina laevigata. Su rango cronoestratigráfico abarca desde el Jurásico hasta la Actualidad.

## Discusión
Clasificaciones previas incluían Oolina en la Superfamilia Nodosarioidea.

## Clasificación
Se han descrito numerosas especies de Oolina. Entre las especies más interesantes o más conocidas destacan:
- Oolina botelliformis
- Oolina globosa
- Oolina hexagona
- Oolina laevigata
- Oolina squamosa

Un listado completo de las especies descritas en el género Oolina puede verse en el siguiente anexo.